# Sent Remèsi
Sent Remèsi (en francès Saint-Rémy) és un municipi francès situat al departament de l'Avairon i a la regió d'Occitània.

## Demografia
| 1962                                       | 1968 | 1975 | 1982 | 1990 | 1999 | 2006 |
| ------------------------------------------ | ---- | ---- | ---- | ---- | ---- | ---- |
| 135                                        | 176  | 185  | 243  | 296  | 297  | 314  |
| Des de 1962: població sense dobles comptes |      |      |      |      |      |      |

## Administració
| Període   | Identitat             | Partit |
| --------- | --------------------- | ------ |
| 2001-2008 | Guy Labro             | PRG    |
| 2008-     | Jean-Pierre Pouzoulet |        |